# Camp de concentration de Mißler

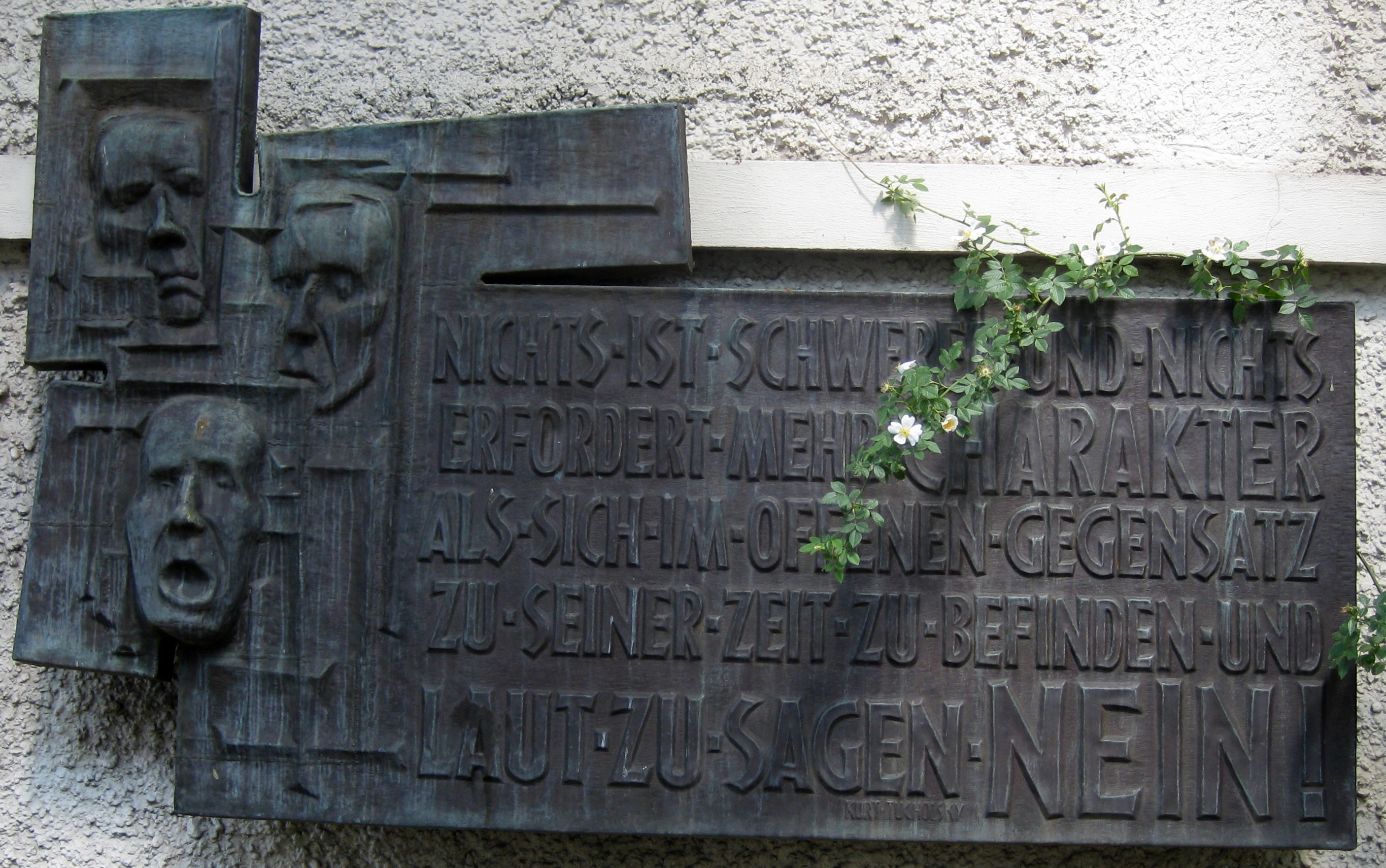
Plaque du souvenir dans la Walsroder Straße, à Findorff.

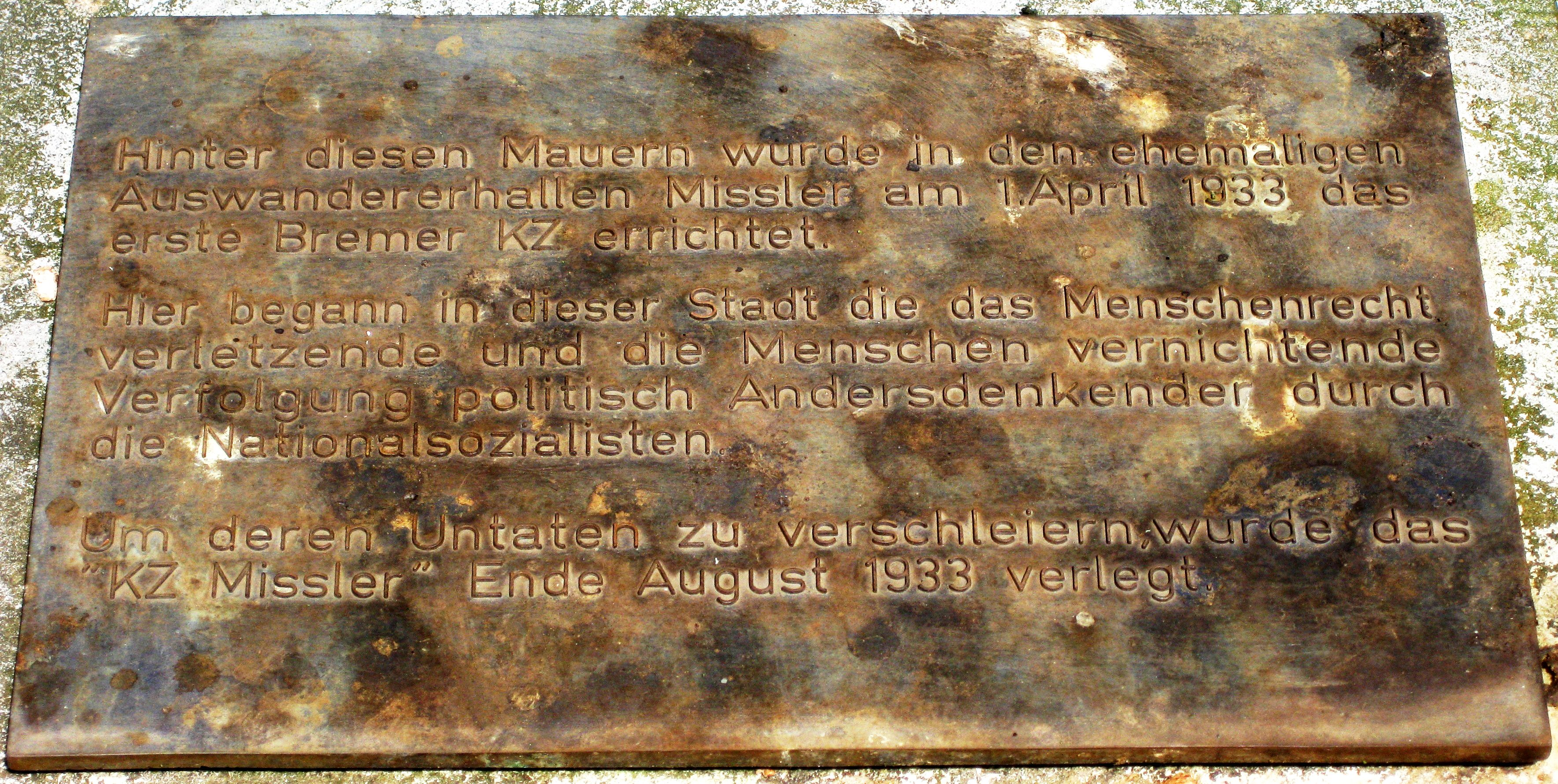
Plaque commémorative dans la Walsroder Straße, à Findorff.

Le camp de concentration de Mißler est un des premiers camps de concentration nazis créé fin mars 1933 à l'instigation du sénateur de l'intérieur et Sturmbannführer des SA Theodor Laue (de), dans les anciens halls d'émigration de l'agence d'émigration de Friedrich Missler (de), entre la Walsroder Straße et la Hemmstraße, dans le quartier de Findorff à Brême.
Sous la direction du Hauptsturmführer SS Otto Löblich, 148 détenus, en premier lieu des communistes persécutés et des prisonniers de la Reichsbanner Schwarz-Rot-Gold, y furent d'abord placés en « détention préventive » ; plus tard, le nombre d'occupants augmenta jusqu'à 300.
Parmi les détenus se sont notamment trouvés le professeur de musique Hermann Böse (de), le sculpteur Klaus Bücking (de), l'acteur Edgar Bennert (de), le chef de la Reichsbanner Oskar Drees (de), le futur éditeur du Weser Kurier (de) Hans Hackmack (de), ainsi que le député SPD au Reichstag Alfred Faust (de).
La décision de fermer le camp est prise 11 juillet de la même année,, mais ce n'est que le 13 septembre que le journal Bremer Nachrichten annonce le transfert des détenus sur une péniche à l'embouchure de l'Ochtum (de).
Aujourd'hui, seules deux plaques commémoratives rappellent l'ancien camp de concentration. Elles sont placées à l'endroit où se trouvaient les halls des émigrants, avant leur destruction pendant la Seconde Guerre mondiale et leur démolition complète en 1986. 